# Haselrieslaine
Die Haselrieslaine ist ein 4,3 km langer Zufluss des Kochelsees in Oberbayern.

## Geographie

### Verlauf
Die Haselrieslaine entsteht in einem Graben unterhalb der so genannten Torsäulen beim Rötelstein.
Auf 773 m Höhe nimmt sie von rechts die Rötelsteinlaine auf und verläuft weiter ostwärts.
Nach einem nordwärtigen Bogen in Richtung Schlehdorf mündet sie an dessen Nordwestufer in den Kochelsee.